# Pombo-de-são-tomé
Columba thomensis, comummente conhecida como pombo-de-são-tomé, é uma espécie de ave, pertencente à família dos columbídeos, que é endémica da ilha de São Tomé, que se encontra ao largo da costa ocidental africana. 
Foi descrita por José Vicente Barbosa du Bocage em 1888.